# Масурий Сабин
Масурий Сабин (на латински: Masurius Sabinus; Massurius) е римски юрист от първата половина на 1 век, който дава името на Сабинската школа.
По времето на император Тиберий (упр. 14–37) той, вече 50-годишен, е издигнат в конническото съсловие. Главното му произведение Libri tres iuris civilis (Libri ad Sabinum) е за цивилното право e коментирано от Секст Помпоний, Юлий Павел и Улпиан. Някои книги той пише по времето на Нерон.
Сабин е смятан още преди Гай Касий Лонгин за основател на сабинската школа (или на касианската школа, касианци).